# Mura di Tuscania
Le mura di Tuscania costituiscono il sistema difensivo dell'omonima città.

## Storia
Una prima cinta muraria fu costruita in epoca etrusca, a protezione dell'originario insediamento abitativo.
Nei secoli successivi, il sistema difensivo subì varie modifiche in epoche diverse, tanto da cambiare sia lo sviluppo perimetrale che l'ubicazione stessa. In epoca medievale, infatti, la città andava sviluppandosi in zone diverse da quelle del primitivo nucleo abitato, portando quindi alla necessità di proteggere l'area su cui si stava sviluppando la città durante quel periodo.
Proprio durante il Medioevo, andò definendosi quello che sarebbe stato il perimetro murario definitivo a difesa del centro cittadino, lungo il cui decorso venne ulteriormente fortificato da torri di avvistamento che si elevavano oltre la vetta della cortina muraria per svolgere al meglio le funzioni difensive. La fortificazione medievale della cerchia muraria si verificò prevalentemente quando Tuscania era controllata dagli Aldobrandeschi, che lasciarono testimonianze del loro dominio nei vari centri della loro contea, ben identificabili con imponenti architetture militari.
Tuttavia, le mire espansionistiche dello Stato della Chiesa verso nord, il cui confine si trovava a brevissima distanza dalla città, esponevano la stessa Tuscania e le sue strutture difensive alla possibilità di assalti. Durante il Quattrocento, furono condotti due assedi, prima dalle truppe del cardinal Vitelleschi e poi da quelle di Carlo VIII di Francia: durante questi attacchi, furono gravemente danneggiate sia le porte di accesso che le torri di guardia, oltre ad alcuni tratti della cortina muraria.
In epoca post-cinquecentesca, iniziò la ricostruzione dei tratti di mura demoliti e la ristrutturazione di alcune strutture danneggiate che potevano essere recuperate. Questa lunga opera di riqualificazione della cinta muraria portò alla ridefinizione della cerchia, tranne una porzione attorno ad un colle che costituisce tuttora una soluzione di continuità del perimetro murario.

## Descrizione
Le Mura di Tuscania presentano un perimetro di forma poligonale irregolare, che si sviluppa interamente attorno al nucleo medievale della città, giungendo in prossimità dei resti della primordiale cerchia etrusca nella parte sud-orientale del perimetro murario.
I resti delle mura etrusche sono visibili in prossimità della chiesa di Santa Maria Maggiore e della chiesa di San Pietro: si presentano sotto forma di blocchi poligonali di tufo, tipici del periodo tardoetrusco.
Anche la cerchia medievale si presenta prevalentemente costituita da cortine murarie in conci di tufo, lungo le quali restano alcune strutture fortificate riconducibili alle antiche torri di avvistamento, come la Torre di San Marco presso l'omonima porta ed i più imponenti ruderi del Castello del Rivellino, paragonabile alle coeve rocche aldobrandesche che caratterizzano altri centri controllati in epoca medievale dall'omonima famiglia.
Le cortine murarie presentano alcuni tratti coronati da merlature sommitali, soprattutto in prossimità dell'antico castello, mentre le torri di avvistamento si presentano generalmente a pianta quadrangolare se risalenti al periodo medievale e a pianta semicircolare o circolare se erette dall'epoca rinascimentale in poi.